# Robert Berland
Robert Berland (né le 5 novembre 1961) est un judoka américain. Il participe à deux reprises aux Jeux olympiques (1984 et 1988). Lors des Jeux olympiques d'été de 1984, il combat dans la catégorie des poids moyens et remporte la médaille d'argent.

## Palmarès

### Jeux olympiques
- Jeux olympiques de 1984 à Los Angeles,  États-Unis
  -  Médaille d'argent